# Wahlenbergia pyrophila
Wahlenbergia pyrophila är en klockväxtart som beskrevs av Thomas G. Lammers. Wahlenbergia pyrophila ingår i släktet Wahlenbergia och familjen klockväxter. Inga underarter finns listade i Catalogue of Life.